# زمین‌لرزه ۱۹۷۳ مکزیک
زمین‌لرزه مکزیک  در تاریخ ۳۰ ژانویه ۱۹۷۳ میلادی، برابر با ‎۱۰ بهمن ۱۳۵۱، ساعت ۲۱:۰۱:۱۲ به زمان یوتی‌سی در مکزیک رخ داد. ژرفای این زلزله ۳۷٫۳ کیلومتر بود، و بزرگی آن ۷٫۵ در مقیاس Ms اعلام شده‌است. زمین‌لرزه به وقت محلی در روز سه‌شنبه، ساعت ۱۵ روی داده و منطقه زمانی آن یوتی‌سی -۶ بوده‌است (با لحاظ تغییر ساعت تابستانی).
سازمان زمین‌شناسی آمریکا نیز رومرکز این زمین‌لرزه را در مختصات ۱۸°۲۸′۵۲″شمالی ۱۰۲°۵۹′۴۶″غربی / ۱۸٫۴۸۱°شمالی ۱۰۲٫۹۹۶°غربی و ژرفای آنرا در ۴۳ کیلومتر گزارش کرده است. بزرگی برگزیدهٔ این سازمان از میان بزرگیهای محاسبه‌شدهٔ مختلف ۷٫۵ در مقیاس Ms بوده و از دید اثر، در میان چهار دسته‌بندی «نامحسوس»، «محسوس»، «زیان‌آور» یا «با تلفات»، زلزله را «با تلفات» اعلام کرده‌است.سونامی نیز در این زلزله گزارش شده‌است.
شمار کشتگان زلزله حدود ۱۷ نفر بوده‌است.تعداد زخمیان ۳۹۰ نفر برآورده شده‌است.